# ケンコー全裸系水泳部 ウミショー
『ケンコー全裸系水泳部 ウミショー』（ケンコーぜんらけいすいえいぶ ウミショー）は、週刊少年マガジン（講談社発行）2005年33号から2008年21・22合併号まで連載したはっとりみつるによる日本の漫画作品。テレビアニメ・舞台・ネットラジオ・ゲーム展開もなされた。なお5時に夢中にて本作の番宣が行われている。
なお、題名の「全裸系」は「心が真っ裸」という意味でつけられた。

## あらすじ
少女蜷川あむろは、父親とともに家付きのいかだに乗り、はるばる沖縄から海猫市緒ノ島（おのしま）の海岸に流れ着く。
そして、彼女は海猫市にある県立海猫商業高等学校（通称「海商」「ウミショー」）に転校する。
彼女は、その不思議な泳力を買われ水泳部入りし、ドタバタの騒動を引き起こしつつもウミショーの人気者になる。
そんな中、マネージャーの沖浦 要はあむろに一目ぼれする。

## 登場人物
「声」はテレビアニメ版声優、「演」は舞台版俳優。

### 海猫商業高校

#### 水泳部
連載開始時は男子5人+女子14人。インターハイ後に3年生が引退し、男子4人+女子12人、計16人。新年度に新1年生10人が入り、計26人に。

##### 主要人物
蜷川 あむろ（にながわ あむろ）
声 - 豊崎愛生、演 - 南明奈
2年8組（国際科）→3年
×（ペケ）型の髪飾りがトレードマークの明るく元気な少女。一人称は「あたし」または「あむろ」。身長162cm、体重50kg。左利き。沖縄県の台東島出身。人なつっこく誰に対してもフレンドリーだが、とてつもなくマイペースである。弟3人、妹2人の長姉。英会話は得意だが、読み書きは苦手。
人魚を思わせる独特の泳法で、かなりの長距離潜水も可能。競泳選手として多大なポテンシャルを有しているが、前を見て泳がないのでよく頭を壁にぶつける。種目は 50・100m自由形。3年生部員の引退に伴うドタバタを経て「二代目副部長代理」に就任。
要とは以前「ちゅらうみ」で会ったことがあると主張するが、委細は本人も覚えておらず、「友達以上・恋人未満」の関係が続いている。玉塚学園（四宮大付を含めた)との合宿中に沖浦に正式に告白している。
要の「人魚目撃事件」は、要と一緒に泳ごうと誘い出したことが、逆にトラウマを持たせる原因を作った事が判明。ほとんど覚えていなかったのも、誘う途中で岩に頭をぶつけてしまい、記憶が飛んだ為である。
5年後、要と結婚し、1児（男）の母親になった。
沖浦 要（おきうら かなめ）
声 - 豊永利行]、演 - 永嶋柊吾
2年4組（商業科）→3年
主人公。初代マネージャー兼二代目部長。一人称は「オレ」。身長163cm、体重58kg。幼少時の「人魚目撃事件」が原因で、膝より深い水に入ることを恐れている。
泳げないが水泳に関する知識は豊富で、部員達の信頼を得ているが、優柔不断な性格を批判されることもある。ただし、新部長就任の際に行った、水への恐怖心克服練習で、無意識でなら普通に泳げることが判明した。
入部時に毛剃りに関してイカマサとぶつかるが信念を曲げなかった。そのためイカマサは要には毛剃りを強要しておらず、他の部員が毛剃りに巻き込まれる最中も要だけは普通に練習を行っている。
武田の就任を阻止する為、部長選に立候補させられ、思わぬ苦戦をするも無事選出される。
新堂ナギとは、あむろの恋敵であるが、合同合宿の自由形リレーで、武田の人選ミスが仇となり、あむろとナギとのデートを許してしまうことに、しかし、あむろが要のことが好きと告白し、ナギはあむろから手を引いたことで、ナギに対する敵意はなくなった。
新人戦後、泳ぎの練習に専念するため、マネージャーを降りる。しかし、人魚のせいで泳げずじまいだったが、人魚目撃事件の真相を知ったことでトラウマが解消された。種目は自由形。
5年後、あむろと結婚し、1児の父親に。3人でイカダにのり美ら海を放浪している。
織塚 桃子（おりづか ももこ）
声 - 生天目仁美、演 - 矢吹春奈
3年7組（情報処理科）→OG
イカマサ、早苗と共に水泳部を創設。初代副部長。一人称は「あたし」・「私」。身長165cm、体重52kg。インターハイにも出場した実力派。種目は 100・200m自由形とメドレーリレー。
人呼んで「ウミショーの番長」。イカマサ達のお下劣な行動には容赦無く鉄拳制裁を下す。攻撃型の性格ゆえか、彼氏はいない。全教科80点以上の成績。名前で呼ばれるのは嫌いとされているが、作中ではイカマサに名前で呼ばれても怒らない。イカマサとはたまにいい雰囲気になるが、必ずイカマサが奇行に走るため流れてしまう。
卒業後、山梨の大学に水泳でスカウトされ進学。5年後、小学校の教員免許を取得する。

##### 3年→OB・OG
織塚桃子
主要人物の項を参照。
黄瀬 早苗（きせ さなえ）
声 - 新谷良子、演 - 安藤成子
3年（商業科）→OG
桃子の中学時代からの親友で、水泳部の創設メンバー。一人称は「あたし」。身長170cm、体重54kg。種目は平泳ぎとメドレーリレー。
さばさばした性格で、桃子の良き理解者だが、噂話好きにして詐話の才能があるため、トラブルメーカーとなることも多い。水泳部に顧問がいない「辛い話」に深く関与。桃子・イカマサと3人で行動することが多い。
彼氏募集中でイケメンには目が無い。就職希望で、玉の輿願望あり。
卒業後、布団メーカーに就職、事務を勤めるが、口の上手さを社長に買われ、テレビショッピングに出演を果たし好評を得ている。
碇矢 雅（いかりや まさ）
声 - 保村真、演 - 末吉司弥
3年6組（商業科）→OB
桃子・早苗と共に水泳部を創設した初代部長。通称「イカマサ」。身長182cm、体重80kg。種目は 100・200mバタフライ。
筋肉質な体格と怪しい特注ビキニパンツが特徴。露出癖があり、すぐに全裸になりたがる。 たまにただの変態ではない風情も見せるが、最後はずっこけて桃子に鉄拳制裁を受ける。学校側から認められなかった麻雀部設立を今も夢見る。実家は小料理屋。趣味は剃毛であり、幼馴染の桃子とは毛を剃り合う仲だが、本人は毛剃りにしか興味はない。桃子を名前で呼ぶ。
公式戦以外で本気を出す事は殆どなく他の男子と共に最下位ばかり取っている。しかし実際にはバタフライでクロールのみれいよりも速く泳げる。サメごっこの時にはあむろばりの非常に長時間の潜水を敢行しておりかなり泳ぎに長けている。
インターハイ、200mバタフライでは、8位入賞を果たす。
卒業後は、実家の割烹料理屋を継ぐため進学等はしなかったものの、その4年11か月後に実家の隣にてバーをオープンし、教師となった桃子が愚痴る場所となる。

##### 2年→3年
蜷川あむろ
沖浦要
主要人物の項を参照。
静岡 みれい（しずおか みれい）
声 - 福井裕佳梨、演 - 愛川ゆず季
2年8組（国際科）→3年
大企業の創設者を祖父に持つ「お嬢さま」にしてFカップ巨乳の美少女。一人称は「私」。身長163cm、体重54kg。種目は個人メドレーとメドレーリレー。得意泳法はバタフライと自由形。二代目副部長。
清楚で上品な外見に反してむっつりスケベであり、要しか知られてない。かなりの民芸品マニアで、怪しげなコレクションを多数秘蔵。
「奇跡の巨乳」ゆえ揉乳同盟のアドバイザーに祭り上げられ、散々な目にあわされた。早苗の発言から陰毛は薄いらしい。また、男女関係なしに裸を晒すことを恥ずかしがる。
そのスタイルからまぁやからは「牛女」呼ばわりされている。
5年後、SIZUグループ本社に勤務している傍ら、海外の下着屋に、下着デザインを匿名名義で送り、いくつかが実際に採用、商品化されている。
姫川 佳織（ひめかわ かおり）
声 - 村田あゆみ、演 - 仲村みう
2年3組（商業科）→3年
凛とした雰囲気を持つ美少女。一人称は「私」。通称「姫ちん」。二代目副部長補佐。種目は自由形。やまなとは幼稚園時代からの幼馴染。
不正・不純を嫌う正義感の強い性格。平素は温厚だが、激昂すると厳格な父親から受けたスパルタ教育の記憶が蘇り、別人格が【発動】する。
弓道七段・剣道五段・柔道三段の警察官の父と、弓道師範の母を持つ。また、既婚者の兄がおり、こちらも夫婦そろって格闘技の経験がある。そして、本人も弓道の心得がある。
当初は、弓道部を希望していたが、弓道場の裏で部員勧誘をしていたイカマサと早苗を弓道部員と勘違いし、誤って水泳部の入部届けにサインしてしまったため、水泳部員となった。
進級してからはあむろ、みれいと共に競泳水着姿で新1年生部員を勧誘。さらに一人だけ水着を両手で食い込ませてTバック状態にして男子の目を引きつけるなど、部員勧誘に手段を選ばない意外な一面を見せる。最終的に過激な水着で体験入部を募り、新たに10人の1年生が入部した。
吉澤 やまな（よしざわ やまな）
声 - 門田幸子
2年2組（商業科）→3年
ボーイッシュなつり細目。一人称は基本的に「アチキ」（稀に「私」・「あたい」）。ジャージを着用していることが多い。通称「よっスィー」。種目は個人メドレー。得意泳法は平泳ぎ。
桃子らの引退後は、泳げない要をからかったり、騒動を扇動したりと、次第に本性を現し始めた。
建設会社社長の娘。
普段はがさつキャラである事を憂いており、別の町に出ては、こゆみと名乗り露出度の高い衣装で過激なポーズをとる露出狂まがいの行動をとっている。要たちにバレたが、この程度は秘密を見られたうちに入らないらしく、武田に握られた弱みはさらに恥ずかしい行動とのこと。
奈良 保代（なら ともよ）
2年6組（商業科）→3年
通称「ポヨ（ちゃん）」。種目は自由形。常に口が×の状態で、喋らず笑わないが、意外なタフさで存在感を示す場面多々。実は、タイムにおいて二代目副部長たちに匹敵する実力を持っている。
♂のヘビを飼っている。
中村 恵子（なかむら けいこ）
声 - 大谷美貴
2年6組（商業科）→3年
ポヨと仲がいい。一人称は「私」。ラーメン好き。種目は800M自由形。
凪良 みく（なぎら みく）
声 - 平井花海
2年1組（商業科）→3年
分け髪・眼鏡。一人称は「私」。種目は自由形。
小山田 麻美（おやまだ あさみ）
声 - 高垣彩陽
2年1組（商業科）→3年
短髪・眼鏡。一人称は「私」。
武田 聖斗（たけだ せいと）
声 - こおろぎさとみ、演 - 森戸宏明
2年5組（商業科）→3年
「〜なんだな」という語尾と甘栗頭が特徴的な男子生徒。得意種目は100・200m平泳ぎ。ゲーム好き。
スケベな性格をしており、部を我が物にしようと部長選挙に出馬した際は女子に対して更衣室の使用禁止やお布施の要求を掲げ当選しかけるが、佳織の活躍と自身の凡ミスにより野望は潰える。
夏祭りに四宮の鳴子朋子を手違いでナンパ、いい雰囲気になったがロリコン疑惑をかけられて破局。しかし、その後も四宮で再会した際にはいい雰囲気だった。
卒業後、ベンチャー企業を立ち上げ、社長に登り詰めたが、自身のブログに不適切な発言をして炎上し、数週間後に辞職。鳴子との関係は言及されてなかった。
堤 勲（つつみ いさお）
声 - 榊原仁
2年3組（商業科）→3年
長身で細目。いつも寝ている。ナンパ経験はゼロ。種目は、400・1500m自由形。
なぜか同学年の要にも敬語を使う。

##### 1年→2年
生田 蒔輝（いくた まき）
声 - 清水愛、演 - 川村あんな
1年2組（商業科）→2年
要の後輩で、いつも元気なムードメーカー。通称・一人称は「マキオ」。身長145cm、体重40kgという幼児体形が特徴。入部するまでは「プチカナヅチ」で、現在も補助具を使用。他人には敬語で話す。
ナイスバディに憧れ、「胸で風を切って走る」ことが夢。同じく貧乳に悩むまぁやと『揉乳（にゅうにゅう）同盟』を結成、みれいらも巻き込み大騒動に。合宿での台詞から、まだ局部に陰毛が生えていないようである。
泳げない同士の要を誘って『すいすい同盟』を結成するも、克服したことにより勝手に解散。
卒業後、トライアスロンに目覚め、日々鍛錬に励み、「ジャパンカップ」に出場し、注目を浴びる選手になった。
魚々戸 真綾（ななこ まあや）
声 - 矢作紗友里、演 - 秦みずほ
1年8組（国際科）→2年
人気モデルでありながら背泳の実力者（全中2連覇）。通称・一人称は「まぁや」。身長160cm、体重38kg。並外れたワガママと「必殺の上目使い」で周囲を振り回す。他人は先輩であっても「オマエ」呼ばわりする。
要とは幼馴染で今でも恋人気取りだが、悲惨な記憶しか残っていない要は敬遠気味。故にいつも要の側にいるあむろをライバル視。
自信満々で傲慢に振舞ってはいるが、根は素直で泣き虫。心優しい一面も持つ。
細身で胸が小さい体型をしているため当初より正反対のプロポーションをしたみれいには嫉妬心や劣等感を抱いていたが、みれいの人となりに触れてある程度打ち解けることができた。
インターハイ後は、国体の神奈川代表で出場し、100m背泳で銀メダルを取ったり、自分が主役のエクササイズDVDの発売キャンペーンで六大都市を回っているため、部活には参加しないことが多かった。
卒業後もモデルの仕事は続けている。
安 千草（やす ちぐさ）
声 - 井口裕香
1年1組（商業科）→2年
おとなしく可愛い性格をしている。一人称は「私」（アニメでは「あたし」）。濃いめの肌色が特徴。通称「ちぐ」。中学からの水泳経験者で次代の主力選手候補の1人。種目は自由形。
上級生を「○○先輩さん」と呼ぶ（アニメでは「先輩」）。料理が上手。
小柴あきら（こしば あきら）
声 - 花村怜美
1年1組（商業科）→2年
通称「シバコ」。体操服に記載の名前もシバコ。当初は千草といつも一緒だった。
戸部 純（とべ じゅん）
声 - 浜添伸也
1年7組（情報処理科）→2年
おかっぱでメガネ。夢は天才プログラマー。初期は「服部」だったが、いつのまにか「戸部」になっていた（水泳帽に"服部"と書いてある）。

##### 新1年
以下に挙げるキャラクター以外にも、数名の新1年生が登場している。
蜷川 りる（にながわ りる）
新1年
あむろの弟で、蜷川家一のしっかり者である反面、イタズラ好きな性格である。3年生が引退した後に海猫市を訪れ、ウミショーに入学した後は他の9人の新1年生と共に水泳部に入部する。かわいらしい見た目をしており、女装した姿で幾人もの男がその可愛さに騙されている。競泳水着も女性用を着用している。
終盤、あむろによって女っぽい仕草をやめさせる為にイカマサの割烹屋に預けられ、イカマサから男の中の男にされる予定であったが、割烹屋の繁盛のために競泳水着姿で働かされてしまい、余計に女らしくなってしまった。
蒲生（がもう）
新1年
オノちゃんのような容姿をしている男子部員。
武田の部下になるも、その容姿から女子に人気がある。
ぶりちゃん
新1年
可愛い子系で、スタイルのいい新1年生女子部員。
登場数の少ない新1年（りるを除く）の中では、蒲生と並びセリフが多く、9巻別冊のイラスト集にも単体で載る。
新井（あらい）
小学校時代に水泳教室に通っていた新1年男子部員。後に予選メンバーとなる。

#### 新聞部
吉良（きら）
2年生→3年生。
水泳部にちょくちょく来る新聞部員であり、同学年の杉谷と行動を共にしている。ある事件がきっかけでまぁやと知り合うことに。

### 蜷川家
あむろパパ
声 - 藤原啓治、演 - 政岡泰志
本名・蜷川マサシ。海商のOB。旅行中にきりこと出会い、そのまま沖縄に住み着く。能天気で謎の多い中年。
蜷川 きりこ（にながわ きりこ）
あむろの母。沖縄・台東島のそば屋を切り盛りしている。あむろの明朗闊達で呑気な性格は母親譲り。
蜷川 こん（にながわ こん）
あむろの弟。金髪の坊主頭。
蜷川 ひのこ（にながわ ひのこ）
あむろの弟。黒髪。元気活発。
蜷川 しいら（にながわ しいら）
あむろの妹。お団子頭。まぁやによく懐いている。
蜷川 きま（にながわ きま）
あむろの妹。人見知りがち。
蜷川 モネ（にながわ モネ）
声 - 福島桂子
あむろの祖母で、彼女がウミショーにやってくる1年前に海に潜ったまま帰らなかったため、生死不明になっていた海女。しかし、本編最終話直前に、あむろと要の前に現れ、実は獲物を追いかけたまま沖縄に帰らなかっただけで、本人はいたって健康であったことが判明。さらに、あむろと要に「人魚事件」の真相を話し、要のトラウマを解消した。あむろの髪飾りは祖母からの預かり物。
あむろと要の息子
連載誌未登場。単行本第9巻の結末に書き下ろしで登場。額にあむろが着けていたペケが張り付いている。人魚が怖くて海に入りたがらない。

### 碇矢家
イカマサの父
声 - 辻親八
「割烹いかりや」の店主。山っ気が強く、楽して儲けようと画策するが常に失敗。
碇矢 拓（いかりや たく）
イカマサの弟。戸一高校の2年生。学業・泳力共に兄に優っている自負があり、チャランポランな兄を嫌悪。幼馴染の桃子に好意を持つ。関東大会では作者に忘れられてしまうなどイカマサの弟にしては扱いはかなり小さい。

### 静岡家
みれいの父
SIZUグループ社長。話し方や赤面癖がみれいと似ている。
母
社長夫人。サバサバとした性格で、過激な露出の衣装を好む。豪胆な一面も。
祖父母
番外編「みれいらんまん」に登場。

### その他家族
要の母
声 - 岡村明美
のんきでおおらか。
まぁやの父
演 - 小林健一
まぁやをいつも車で学校送迎をしている。
坂 清春（さか きよはる）
マキオの従弟。都会育ちで、夏休みに海猫市に遊びに来た。生意気な態度をとり、宿題のために沖浦たちをこき使った。

### 四宮大附属高校
最大最強のライバル校。アンダーヘア剃りを賭けて温泉ガマン勝負を行った事も。部員は20数人。
南条 可憐奈（なんじょう かれな）
声 - 高垣彩陽
3年生→OG。
優れた泳力と高飛車な性格で部活引退後も我が物顔で水泳部を仕切る前部長。182cmの長身でナイスバディが自慢で、巨乳を鼻にかけている。しかしバストサイズでみれいに負け、確執が深まり、まぁやに敵対されている。桃子とは犬猿の仲で、公式大会で負けた方がポロリをするという賭けを持ち出すが、敗北。桃子が思わぬ露出をしたことで吹っ切れ、大胆にも水着を脱ぎ捨てるも、同じくなぜか水着を脱いだイカマサと共に大会運営委員に拘束された。
鳴子 朋子（なるこ ともこ）
声 - 伊藤実華
2年生→3年生。
武田曰く「タヌキツネ」。仲が良くなってからは鳴子さんと呼ばれている。現部長だが、南条がおとなしく引退する訳も無く、いまだにこき使われている。夏祭りに競泳水着姿でいたところを武田にナンパされ、いい雰囲気になったが武田にロリコン疑惑がかかり即破局した。しかし玉塚学園では武田や要を助け、武田に好意を持ち続けている事が判明。玉塚学園では深夜に2人で会う約束をしたが、南条にマッサージをさせられ会うことができずそれ以後、武田との関係は描かれていない。
原 みゆき（はら みゆき）
声 - 平井花海
武田曰く「ブスメガネ」。夏祭りでは戸部といい感じに。
新美 らん（しんみ らん）
声 - 花村怜美
武田曰く「タラコクチビル」。夏祭りでは堤といい感じに。

### 玉塚学園
埼玉県にある音楽系学校。「宙・星・花・月・雪」の5クラス制。一糸乱れぬ統率性が自慢で、合唱とシンクロさせた独自の泳法で他を圧する。部員は26人。
新堂四姉妹
声 - 小林ゆう 2年生→3年生。四つ子だが全員性格が異なる。
ナギ（しんどう ナギ）
「宙」組。メドレーリレー・自由形リレーのアンカー。「私＝ボク」と読むボク少女。マネージャーが県大会を見に行った時に、あむろの泳ぎをビデオに収め、そのビデオを見た事がきっかけであむろに興味津々になる。あむろが要とつき合っていることを知らず、あむろを我が物にしようとしたが、あむろが要のことが好きと告白し諦めるが、その際、要と2人で遊びに来てと伝える。
ミミ（しんどう ミミ）
第一泳者。人見知り。
マヨ（しんどう マヨ）
第二泳者。小心者。
アイ（しんどう アイ）
第三泳者。活発。

藤崎 ローザ（ふじさき ローザ）
人間離れした容姿と厳格さで合宿所（男子禁制）を守護する寮母。38歳。

### その他
オノちゃん
ゴマフアザラシ。緒ノ島のアイドル。要曰く「あまりかわいくない」。あむろパパに狙われるも軽々回避している。
土門 学（どもん まなぶ）
声 - 松山タカシ
田倉高校の水泳部顧問。キレイな女子部員の多い海商に関与しようとしては桃子に瞬殺される。
五織コーチ（いおりコーチ）
まぁやの専属コーチ。通称「いおりん」。知的なイケメンで女性ファンが多いのだが、実はボーイズラブで指先フェチである。要に好意を抱いている。終盤は登場しなくなった。
所沢 一郎（ところざわ いちろう）
声 - 川田紳司
海商水泳部の元顧問。桃子らと水泳部を創設したが、早苗が原因で海商を去ることに。早苗の妄想では、金髪に褐色の肌を持つイケメンとして登場したが、実際は地味な中年オジさん。
岡さん（おかさん）
中徳寺の住職で、「割烹いかりや」の常連。イカマサに乗せられ、海商部員達に宗派違いの座禅をさせた結果、仏罰が下った。

### 舞台版オリジナルキャラクター
ボスザル
演 - 宮下雄也
セクシーザル
演 - 深澤優希
妹ザル
演 - 吉田仁美
おもしろザル
演 - 石橋美佳
陸男、石像ほか
演 - 小林健一

## 出場種目
表記は、選手名 - 出場種目（出場時の学年）。リレーの場合は、出場種目 - 選手名（出場時の学年）となる。

### 県立海猫商業高校
- 蜷川 あむろ - 50, 100m自由形（2年）
- 織塚 桃子 - 100, 200m自由形（3年）
- 静岡 みれい - 200, 400m個人メドレー（2年）
- 魚々戸 真綾 - 100, 200m背泳ぎ（1年）
- 黄瀬 早苗 - 100, 200m平泳ぎ（3年）
- 中村 恵子 - 800m自由形（2年）
- 碇矢 雅 - 100, 200mバタフライ（3年）
- 武田 聖斗 - 100, 200m平泳ぎ（2年）
- 堤 勲 - 400, 1500m自由形（2年）
- メドレーリレー - 織塚 桃子（3年）・静岡 みれい（2年）・魚々戸 真綾（1年）・黄瀬 早苗（3年）
- 自由形リレー - 蜷川 あむろ（2年）・織塚 桃子（3年）・静岡 みれい（2年）・姫川 佳織（2年）
- 400mリレー - 蜷川 りる（1年）・沖浦 要（3年）・新井（1年）・武田 聖斗（3年）

### 四宮大付属高校
- 南条 可憐奈 - 100, 200m自由形（3年）
- 鳴子 朋子 - 200, 400m個人メドレー（2年）
- メドレーリレー - 南条 可憐奈（3年）・鳴子 朋子（2年）・原 みゆき・新美 らん

### 玉塚学園
- メドレーリレー、自由形リレー - 新堂四姉妹（2年）

### 戸一高校
- 碇矢 拓 - 100, 200mバタフライ（2年）

## 成績

### 県立海猫商業高校
- 蜷川 あむろ - 100m自由形、インターハイ（2年）、50m自由形、関東大会（2年）
- 織塚 桃子 - 100m自由形、インターハイ（2, 3年）、
- 静岡 みれい - 200m個人メドレー、関東大会（1, 2年）
- 魚々戸 真綾 - 200m背泳ぎ、インターハイ6位入賞（1年）、100m背泳ぎ、関東大会（1年）、国体銀メダル（1年）
- 黄瀬 早苗 - 100m平泳ぎ、関東大会（3年）
- 中村 恵子 - 800m自由形、関東大会（2年）
- 碇矢 雅 - 200mバタフライ、インターハイ8位入賞（3年）
- 魚々戸 真綾（1年）、黄瀬 早苗（3年）、静岡 みれい（2年）、織塚 桃子（3年） - 400mメドレーリレー、インターハイ8位入賞

## 結末について
単行本第9巻（最終巻）にて、マガジンでは掲載されなかった結末が描かれている。なお、千草・佳織・やまな・保代・恵子・りるなどの卒業後の進路や、新1年生水泳部員達の本名が明かされていないなど未消化の部分も残っていた。

## 単行本
- 1巻 2006年1月17日発行 ISBN 4-06-363618-6
- 2巻 2006年4月17日発行 ISBN 4-06-363662-3
- 3巻 2006年8月17日発行 ISBN 4-06-363710-7
- 4巻 2006年12月15日発行 ISBN 4-06-363764-6
- 5巻 2007年4月17日発行 ISBN 978-4-06-363820-2
- 6巻 2007年7月17日発行 ISBN 978-4-06-363855-4
  - 6巻限定版 2007年7月17日発行 ISBN 978-4-06-362086-3
  - ※オールカラー小冊子「はっとりみつる小品集 あふたぁすくーる」同梱
- 7巻 2007年10月17日発行 ISBN 978-4-06-363902-5
- 8巻 2008年3月17日発行 ISBN 978-4-06-363966-7
- 9巻 2008年6月17日発行 ISBN 978-4-06-384002-5
  - 9巻限定版 2008年6月17日発行 ISBN 978-4-06-362114-3
  - ※イラストマイスターはっとりみつるイラスト集「はみだしすけっち」同梱

## テレビアニメ
2007年7月よりUHFアニメの形態で放送された。
作品名の通り、全裸描写や局部描写が見られるが、独特の『漫画のふきだし風文字で隠す』『全裸体をデフォルメ描写で処理する』など、卑猥感を極力排除した演出が多く見られ、お色気作品と言うよりもむしろ『学園ドタバタギャグコメディー』色が強い作風となっている。
なお、あむろ役の豊崎愛生は本作が初主演である。 
要を演じた豊永利行はITmediaとのインタビューの中で、役同様過去のトラウマから泳げないことを明かしており、キャラクターに共感する部分を持ちながら演じていけるだろうと意気込みを語っていた。
武田聖斗の役には少女や女性を演じることが多いこおろぎさとみが起用された。
複数の出演者が番組名を耳にした際、全裸で泳ぐものかと思ったり、放送できるか疑ってしまったものの、原作を読んで内容を理解したと様々なインタビューの中で振り返っている。

### スタッフ
- 原作 - はっとりみつる
- 監督 - そ〜とめこういちろう[1]
- シリーズ構成 - 池田眞美子
- キャラクターデザイン・総作画監督 - 西野理恵
- 美術監督 - 柴田千佳子
- 色彩設計 - 山崎朋子
- 撮影監督 - 藤田智史
- 編集 - 松村正宏
- 音響監督 - たなかかずや
- 音楽 - 佐藤泰将
- プロデューサー - 小川文平、大森啓幸
- アニメーション制作 - ARTLAND
- 制作 - ウミショー製作委員会（マーベラスエンターテイメント、ジェネオンエンタテインメント、5pb.、ポニーキャニオンエンタープライズ）

### 主題歌
オープニングテーマ「DOLPHIN☆JET」
作詞・作曲 - 志倉千代丸 / 編曲 - 上野浩司 / 歌 - 彩音
エンディングテーマ「Splash BLUE〜太陽とレモネード」
作詞・作曲 - 高井ウララ / 編曲 - 上野浩司 / 歌 - 村田あゆみ
- 最終話はフルサイズ

### 各話リスト
| 話数 | サブタイトル          | 脚本       | コンテ               | 演出                 | 作画監督                   |
| ---- | --------------------- | ---------- | -------------------- | -------------------- | -------------------------- |
| 1    | ちゅらうみっ!         | 池田眞美子 | そ〜とめこういちろう | 宮田亮               | 荒尾英幸 西野理恵          |
| 2    | 興味････ある･･かも･･･ | 横谷昌宏   | 宮下新平             | 中村圭三             | 小林一三                   |
| 3    | 魅せる!!!             | 池田眞美子 | 高柳哲司             | 内山まな             | 青木真理子                 |
| 4    | 見せてあげるんだから  | 横谷昌宏   | 夕澄慶英             | 清水一伸             | 清水智子 栗原学 服部憲知   |
| 5    | あたしのもほしい？    | 池田眞美子 | そ〜とめこういちろう | 新田義方             | たないあやこ               |
| 6    | めっ!                 | 横谷昌宏   | 細田雅弘             | 立仙裕俊             | 三井寿                     |
| 7    | 呪い                  | 池田眞美子 | 宮下新平             | 宮田亮               | 小関雅                     |
| 8    | よ〜く見てなさい      | 横谷昌宏   | そ〜とめこういちろう | 中村圭三             | 武内啓                     |
| 9    | 忘れさせて･･･         | 横谷昌宏   | 羽原久美子           | 川西泰二             | 小関雅 荒尾英幸 西野理恵   |
| 10   | にゅうにゅう?         | 池田眞美子 | 高柳哲司             | 岡崎幸男             | 泉保良輔 中野彰子 砂川正和 |
| 11   | まさかの･･･           | 横谷昌宏   | 大地丙太郎           | 新田義方             | 飯飼一幸                   |
| 12   | おまっおま〜♪         | 池田眞美子 | 宮下新平             | 立仙裕俊             | 三井寿                     |
| 13   | 人魚                  | 池田眞美子 | そ〜とめこういちろう | そ〜とめこういちろう | 西野理恵                   |

### 放送局
| 放送対象地域 | 放送局     | 放送期間               | 放送日時           | 放送系列       |
| ------------ | ---------- | ---------------------- | ------------------ | -------------- |
| 東京都       | TOKYO MX   | 2007年7月3日 - 9月25日 | 火曜 26:00 - 26:30 | 独立UHF局      |
| 千葉県       | チバテレビ | 2007年7月3日 - 9月25日 | 火曜 26:00 - 26:30 | 独立UHF局      |
| 愛知県       | テレビ愛知 | 2007年7月3日 - 9月25日 | 火曜 26:58 - 27:28 | テレビ東京系列 |
| 大阪府       | テレビ大阪 | 2007年7月4日 - 9月26日 | 水曜 26:55 - 27:25 | テレビ東京系列 |
| 埼玉県       | テレ玉     | 2007年7月7日 - 9月29日 | 土曜 26:00 - 26:30 | 独立UHF局      |

## インターネットラジオ
『ケンコー全裸系水泳部 ウミショー 準備運動』
パーソナリティー：生天目仁美
音泉・BEWEにて配信（2007年5月16日から6月27日）
『ケンコー全裸系水泳部 ウミショー 夏!!本番』
2007年7月4日からリニューアル。パーソナリティーに豊崎愛生が加わった。 2007年10月31日終了。2008年1月には期間限定でラジオCD発売記念の特別番組を放送。

## CD

### キャラクターソング
- TVアニメ「ケンコー全裸系水泳部 ウミショー」Characters
メイン女性キャラ6人によるキャラクターCDシリーズが5pb.から6作発売された。各キャラのイメージソングにミニドラマ、出演声優のコメントが収録されている。ただし、Vol.3は諸事情で発売順が最後になっている。
  1. Vol.1 蜷川あむろ（cv.豊崎愛生）（2007年8月24日、VGCD-0106（初回限定盤）、VGCD-0107（通常盤））
初回限定盤は、全6巻収納のケースが付属された。
    1. 蜷川あむろキャラクターソング「虹色すぷらっしゅ!」
    2. 「ウミショー」放送部ラジオドラマコンクール entry.1 蜷川あむろ
    3. フリートーク「蜷川あむろとわたくし」
    4. 「虹色すぷらっしゅ!」（カラオケ）

  2. Vol.2 静岡みれい（cv.福井裕佳梨）（2007年8月24日、VGCD-0108）
    1. 静岡みれいキャラクターソング「スキ…」
    2. 「ウミショー」放送部ラジオドラマコンクール entry.2 静岡みれい
    3. フリートーク「静岡みれいとわたくし」
    4. 「スキ…」（カラオケ）

  3. Vol.3 織塚桃子（cv.生天目仁美）（2007年10月3日、VGCD-0109）
    1. 織塚桃子キャラクターソング「浜辺の最強伝説」
    2. 「ウミショー」放送部ラジオドラマコンクール entry.3 織塚桃子
    3. フリートーク「織塚桃子とわたくし」
    4. 「浜辺の最強伝説」（カラオケ）

  4. Vol.4 黄瀬早苗（cv.新谷良子）（2007年9月7日、VGCD-0110）
    1. 黄瀬早苗キャラクターソング「Through the Game」
    2. 「ウミショー」放送部ラジオドラマコンクール entry.4 黄瀬早苗
    3. フリートーク「黄瀬早苗とわたくし」
    4. 「Through the Game」（カラオケ）

  5. Vol.5 生田蒔輝（cv.清水愛）（2007年9月21日、VGCD-0111）
    1. 生田蒔輝キャラクターソング「気分はノリノリWONDERLAMD」
    2. 「ウミショー」放送部ラジオドラマコンクール entry.5 生田蒔輝
    3. フリートーク「生田蒔輝とわたくし」
    4. 「気分はノリノリWONDERLAMD」（カラオケ）

  6. Vol.6 魚々戸真綾（cv.矢作紗友里）（2007年9月21日、VGCD-0112）
    1. 魚々戸真綾キャラクターソング「恋するSunday」
    2. 「ウミショー」放送部ラジオドラマコンクール entry.6 魚々戸真綾
    3. フリートーク「魚々戸真綾とわたくし」
    4. 「恋するSunday」（カラオケ）

### アルバム
- TVアニメ「ケンコー全裸系水泳部 ウミショー」サウンドトラック（2007年11月21日、VGCD-0124）
サウンドプロデュースは佐藤泰将。劇中で使用されたBGMと、主題歌のショートバージョンなどを収録。
- ケンコー全裸系水泳部 ウミショー」The BEST vocal collection（2008年4月23日、VGCD-0138）
キャラクターソングシリーズの6曲と主題歌などを収録したベストアルバム。
  1. DOLPHIN☆JET
歌：彩音
  2. Splash BLUE〜太陽とレモネード〜
歌：村田あゆみ
  3. 虹色すぷらっしゅ!
歌：蜷川あむろ（豊崎愛生）
  4. 恋するSunday
歌：魚々戸真綾（矢作紗友里）
  5. スキ…
歌：静岡みれい（福井裕佳梨）
  6. Through the Game
歌：黄瀬早苗（新谷良子）
  7. 気分はノリノリWONDERLAND
歌：生田蒔輝（清水愛）
  8. 浜辺の最強伝説
歌：織塚桃子（生天目仁美）
  9. 1.2.3.Sweet Summer!
歌：村田あゆみ
  10. New Breeze
歌：彩音

## 舞台
2007年8月2日〜8日に、全労済ホールスペース・ゼロにて公演された。ライブDVDが、2007年11月21日にマーベラスエンターテイメントから発売された。

## ゲーム
2007年11月22日にPlayStation 2用ゲーム『ウミショー』が発売された。制作：5gk.、発売：加賀クリエイト
プレイヤーが沖浦要となり選択式で各シナリオを進行、最終的に各女性ヒロインと結ばれるマルチエンディングによるアドベンチャーゲーム。原作をベースにし、オリジナルのシナリオも追加されている。沖浦以外のキャラはフルボイスであり、声はアニメ時の声優がそのまま担当している。初回限定盤には、オリジナルサウンドトラックCDと、スペシャルドラマCD『ミス・ウミショーの栄冠は誰の手に？』が特典として付いてくる。予約特典は特製マウスパッド。